# Roxane Bret
Pour les articles homonymes, voir Bret.
 (septembre 2017).
Roxane Bret, née le 16 février 1995, est une actrice française. Elle est notamment membre du collectif Les Parasites.

## Biographie
Formée au cours Florent de 2014 à 2016, Roxane Bret est une comédienne française qui construit sa carrière à la fois au théâtre, à la télévision et au cinéma.
En 2013, elle débute au cinéma dans 16 ans ou presque, de Tristan Séguéla, aux côtés de Laurent Lafitte.
L'année suivante, elle tourne Un fils de Alain Berliner pour la télévision aux côtés de Michèle Laroque, ainsi que An American Girl: Grace Stirs Up Success (en), une comédie américaine produite par Universal Studios avec Virginia Madsen. 2014 est aussi l’année où elle rejoint le collectif Les Parasites ; avec le collectif, elle joue dans des courts métrages qui lui valent de remporter de nombreux prix.
En 2015, Roxane joue au Théâtre de Poche-Montparnasse dans The Servant, de Robin Maugham. Elle est nommée pour le prix Beaumarchais, dans la catégorie meilleure révélation[source secondaire souhaitée]. 
À la télévision, elle décroche le premier rôle du téléfilm Elles... Les Filles du Plessis, réalisé par Bénédicte Delmas avec Sandrine Bonnaire. Son interprétation lui vaut une mention spéciale du jury pour le meilleur espoir féminin au festival de Luchon.
L‘année 2015 se termine par le tournage de la série Sam dans laquelle elle interprète Anna, la fille du personnage principal (joué par Mathilde Seigner puis Natacha Lindinger), jusqu’à son départ de la série à l’issue de la saison 5 en 2021.
En 2016, elle prête sa voix au personnage principal de la série Le Mystère Enfield pour Arte[source secondaire souhaitée] tout en continuant de jouer The Servant au Studio des Champs-Elysées[source secondaire souhaitée].
En 2017, elle joue au Théâtre de la Huchette dans L'Écume des jours, mis en scène par Sandrine Molaro et Gilles-Vincent Kapps. La pièce remporte un certain succès, qui lui vaut de nombreux éloges dans de grands magazines,,, et d'être prolongée de plusieurs mois.
Depuis 2018, elle joue dans plusieurs vidéos de la chaîne YouTube « Le Monde à l'envers »[source secondaire souhaitée]. Elle a également eu plusieurs rôles sur la chaîne YouTube de Cyprien[source secondaire souhaitée].
En 2023, elle participe à l'Ordalie, une mini-campagne de jeu de rôle 100 % féminine sur la chaîne de La Bonne Auberge[source secondaire souhaitée].

## Filmographie

### Cinéma
- 2013 : 16 ans ou presque de Tristan Séguéla : Jenny
- 2015 : Grace, la meilleure pâtissière (en) (An American Girl: Grace Stirs Up Success) de Vince Marcello : Colette
- 2016 : Lumière amoureuse de Fangchen Dong et Lifang Wan
- 2020 : Impionçable de Babor Lelefan
- 2021 : Présidents d'Anne Fontaine
- 2022 : L'Attaque des déchets de Matthieu Liénart : Roxane

### Télévision

#### Téléfilms
- 2014 : Un fils de Alain Berliner : Léa
- 2016 : Elles... Les Filles du Plessis de Bénédicte Delmas : Marie-France

#### Séries télévisées
- 2013 : Camping Paradis : Margot Morin (saison 5, épisode 6 : Les 12 Travaux au camping)
- 2014 : Détectives : Chloé Gallet (saison 2, épisode 2 : Abus de faiblesse)
- 2016-2021 : Sam : Anna (saisons 1 à 5)
- 2016 : Nina : Zoé Bartel (saison 3, épisode 7 : Retour de flammes)
- 2018 : Les Petits Meurtres d'Agatha Christie : Nicky (saison 2, épisode 23 : Mélodie Mortelle)
- 2019 : L'Effondrement : Julia, copine d'Omar (épisodes 1 et 4)
- 2021 : J'ai menti : Ana Condé
- 2021 : Prière d'enquêter : Manon (épisode 3 : C'était écrit)
- 2022 : 3615 Monique : Mona
- 2024 : Commandant Saint-Barth de Denis Thybaud : Charlie Koster

### Internet

#### Web-séries
- 2016 : Thug life : Élisabeth (saison 2)
- 2016 : Cocovoit, Illuminati : Covoitureuse
- 2017 : Une nuit au labo, (web-série associée à L'Art du crime) : Louna
- 2017 : Cocovoit, La Fugue : Lucie Pailler
- 2019 : Abonne-toi de Guillaume Cremonese (Yes vous aime) : elle-même
- 2020 : Neknomination de Studio Vrac : Aline[7]
- 2021 : Petit Cul[8], série d'animation dessinée et réalisée par Roxane Bret : Petit Cul

#### Avec Les Parasites
- 2014 : Amour artificiel, au 48 Hour Film Project de Tours : Marine Prost (prix de la meilleure actrice)
- 2014 : Bienvenue chez vous, au 48 Hour Film Project de Dijon : Marine Guigon (prix de la meilleure actrice)
- 2014 : Eva D., au 48 Hour Film Project de Paris : Eva
- 2014 : Le Figurant, au 48 Hour Film Project de Lyon : la scripte
- 2015 : Ferdinand cherche l'amour : l'amie pop
- 2015 : Vertige, au 48 Hour Film Project de Paris : la victime
- 2015 : Crise d'empathie : Juliette
- 2016 : Faux contact : Rox
- 2016 : Jeu de société : Victoire
- 2016 : Lanceur d'alerte : Manon
- 2016 : Kung fou : Jenna
- 2017 : Le Déménagement : Marie

#### Vidéos du Monde à l'envers
- 2016 : Thug Life 2 : Elizabeth
- 2017 : Les Princesses du shopping : Alyzée
- 2018 : Les Anges de la TV réalité : Fiona
- 2018 : 1 mariage pour 1 lune de miel : Anne-Sophie
- 2018 : Trader caméraman : Véra Dinkley
- 2019 : Cauchemar au restau : Jeanne
- 2019 : Nexte 2 : Amélie
- 2019 : 1 mariage pour 1 lune de miel 2 : Anne-Sophie
- 2019 : La Villa des cœurs blessés : Fiona
- 2019 : Reportages incroyables de Léopold : Lisa
- 2020 : Tv Shopping : Angélique, Cuistotomatic 2000, Christine
- 2020 : On S'est Échangé Nos Papas : Gisèle
- 2021 : Les Marseillais à Marseille : Fiona
- 2021 : Pawn Stars : Une cliente
- 2021 : Confessions Personnelles: Marlène

#### Avec Cyprien
- 2017 : LE DÉMÉNAGEMENT : La petite amie de Yacine
- 2020 : Le CLASH des applications : L'infirmière
- 2021 : Phone Story : Clem
- 2021 : Le CLASH des plateformes : La petite amie de Cyprien
- 2022 : Le CLASH des films : La petite amie de Cyprien
- 2023 : Le CLASH des animés : La petite amie de Cyprien
- 2025 : Le CLASH des consoles 2 : La petite amie de Cyprien

## Théâtre
- 2014 : Punk Rock, mise en scène Jean-Pierre Garnier
- 2014 : The Servant de Robin Maugham, mise en scène Thierry Harcourt
- 2017 : L'Écume des jours de Boris Vian, adapté par Paul Emond, mise en scène Sandrine Molaro et Gilles-Vincent Kapps
- 2018 : Le Banquet, mise en scène Mathilda May, avec Sébastien Almar

## Doublage
- 2016 : Le Mystère Enfield : Janet Hodgson
- 2018 : The Rider : Lilly Blackburn, petite sœur de Brady (Lilly Jandreau)
- 2018 : Miraï, ma petite sœur : La maman de Kun, enfant
- 2019 : Le Roi : Philippa (Thomasin McKenzie)